# Église Notre-Dame-de-l'Assomption de Cabanac
L'église Notre-Dame-de-l'Assomption de Cabanac est une église catholique située sur le territoire de la commune de Mauroux, dans le département français du Lot, au lieu-dit Cabanac.

## Historique
L'église est citée dès le Xe siècle dans le testament de l'archidiacre Engilbert. Elle a été construite sur un plateau dominant le pech sur lequel s'élevait le castrum d'Orgueil. En 1292, elle était l'église paroissiale du castrum.
L'église appartient d'abord à l'évêque de Cahors, puis, vers 1254, au chapitre de la cathédrale par échange avec l'église Saint-Martin de Caïx.
L'abside pourrait être datée de la fin du XIe siècle ou du début du XIIe siècle.
La tour-clocher est élevée au-dessus d'une travée d'avant-chœur à la fin du XIIIe siècle ou au début du XIVe siècle. Un logis est ensuite construit à l'ouest, dans l'axe de la nef.
Deux grandes chapelles sont construites à la fin du XVe siècle ou au début du XVIe siècle, de part et d'autre de la nef, pour former un transept. L'ancien logis est alors réuni à la nef qui est alors agrandie. La tour d'escalier et le portail sont contemporains de ces adjonctions. 
La nef et les chapelles n'ont été voûtées qu'au XVIIe siècle. Les chapelles latérales ont reçu des voûtes d'arêtes et la nef des croisées d'ogives profilées de tores reposant sur des demi-colonnes et des pilastres ornées de volutes inspirées du chapiteau ionique. 
La cloche de l'église date de 1782 comme on peut le lire dessus, avec pour parrain Jean-Baptiste Joseph Marc Duroc de Mauroux, baron d'Orgueil, de Cabanac, de Lacapelle et de Touzac, et la marraine son épouse, Catherine Rose Espic de Liru.
L'édifice a été inscrit au titre des monuments historiques le 16 février 1989.

## Description
Dans le cimetière on peut voir un enfeu et une table d'autel romane en réemploi dans un caveau.